# Lega Pro Seconda Divisione 2008-2009
La Lega Pro Seconda Divisione (denominada así desde verano de 2008 es la antigua Serie C2, es la cuarta categoría del fútbol italiano, delante de la Serie D y detrás de la Serie C1. Se divide en tres zonas: A, B y C.

Geographical distribution of 2008-09 Lega Pro Seconda Divisione Equipos. Equipos de Girone A en Rojo, Girone B en Verde, y Girone C Amarillo.

La temporada 2008-09 será la trigésimo primera temporada de fútbol en la competición en la Lega Seconda Divisione desde su establecimiento en 1978, y la primera desde la denominación de Serie C2 a Lega Seconda Divisione.
Está dividido en dos fases: la liga regular, jugado de septiembre de 2008 a mayo de 2009, y la fase de playoff a partir de mayo a junio de 2009.
La liga se compone de 54 equipos divididos en tres grupos de 18 equipos cada uno, que dividirán a equipos geográficamente.
Ascenderán los equipos que acaben primeros en la liga, más un equipo que gane el playoff de cada división a Lega Prima Divisione; relegarán a los equipos que acaban últimos en la liga, más dos perdedores del playoff de descenso a la Serie D. En total, ascenderán seis equipos a Lega Prima Divisione, y relegarán a nueve equipos a Serie D.

## Eventos
Los 6 equipos descendidos de Serie C1 en 2007-08; Lecco, Manfredonia, Pro Patria, Lanciano, Martina, y Sangiovannese. Cuatro vacantes fueron creadas con la re-admisión de Patria, de Lanciano, y de Lecco a Lega Prima Divisione en 2008-09, y la no admisión de Martina.
9 ascensos de Serie D; Alessandria, Aversa Normanna, Como, Figline, Fortitudo Cosenza, Giacomense, Isola Liri, Itala San Marco, and Sangiustese.
Los otros equipos permanecen en la Serie C2. De estos, Nuorese (9.º en Girone A), Sassari Torres (13.º en Girone A), Teramo (8.º en Girone B), y Castelnuovo (15.º en Girone B) fueron prohibidos o no pudo colocarse, creando cuatro vacantes más. Una quinta vacante de este grupo fue creada cuando SPAL, que perdió en los play-offs del año pasado, fue admitido a Lega Prima Divisione para llenar una vacante.
Las nueve vacantes fueron completadas con los equipos:
- Sambonifacese[3] - Serie D Ganador de la segunda fase (Serie D/C 3.º)
- Colligiana[3] - Serie D Playoff runner-up (Serie D/E 2nd)
- Montichiari[3] - Serie D Semifinalista de la segunda fase (Serie D/D - 2.º)
- Alghero[4] - Serie D Semifinalista de la segunda fase (Serie D/G - 4.º)
- Barletta[4] - Serie D  mejor equipo segundo colocado en la fase del grupo de las segundas fases (Serie D/H - 2.º)
- Rovigo[3] - perdedor del playoff de descenso Serie C2/B y destinado a la Serie D
- Andria[3] - perdedor del playoff de descenso Serie C2/C y destinado a la Serie D
- Val di Sangro[4] - perdedor del playoff de descenso Serie C2/C y destinado a la Serie D
- Pizzighettone[4] - acabó último en Serie C2/A y descendido a Serie D

La lista de equipos termina con 2 equipos descendidos de la Serie C1, 38 continúan en la Serie C2, y 14 suben de la Serie D.

## Equipos 2008-09
En 14 de agosto de 2008 confirmaron a los clubs siguientes para competir en la división:

### Girone A
| Club                         | Ciudad                        | Estadio                    | Capacidad | Liga 2007–08       |
| ---------------------------- | ----------------------------- | -------------------------- | --------- | ------------------ |
| U.S. Alessandria Calcio 1912 | Alessandria                   | Stadio Giuseppe Moccagatta | 8,182     | 1st in Serie D/A   |
| Pol. Alghero                 | Alghero                       | Stadio Mariotti            | 5,000     | 4th in Serie D/G   |
| F.C. Canavese                | San Giusto Canavese           | Stadio Franco Cerutti      | 1,200     | 6th in Serie C2/A  |
| A.C. Carpenedolo             | Carpenedolo                   | Stadio Mundial '82         | 2,500     | 2nd in Serie C2/A  |
| Calcio Como                  | Como                          | Stadio Giuseppe Sinigaglia | 13,602    | 1st Serie D/B      |
| U.S. Itala San Marco         | Gradisca d'Isonzo             | Stadio Gino Colaussi       | 4,000     | 1st Serie D/C      |
| U.S. Ivrea Calcio            | Ivrea                         | Stadio Gino Pistoni        | 3,500     | 8th in Serie C2/A  |
| A.C. Mezzocorona             | Mezzocorona (juega en Trento) | Stadio Briamasco           | 4,227     | 5th in Serie C2/A  |
| A.C. Montichiari             | Montichiari                   | Stadio Romeo Menti         | 2,500     | 2nd in Serie D/D   |
| Olbia Calcio                 | Olbia                         | Stadio Bruno Nespoli       | 8,000     | 10th in Serie C2/A |
| A.C. Pavia                   | Pavia                         | Stadio Pietro Fortunati    | 6,000     | 15th in Serie C2/A |
| A.S. Pizzighettone           | Pizzighettone                 | Stadio Comunale            | 2,500     | 18th in Serie C2/A |
| U.S. Pro Vercelli Calcio     | Vercelli                      | Stadio Silvio Piola        | 6,165     | 7th in Serie C2/A  |
| A.C. Rodengo Saiano          | Rodengo-Saiano                | Stadio Comunale            | 700       | 3rd in Serie C2/A  |
| A.C. Sambonifacese           | San Bonifacio                 | Stadio Renzo Tizian        | 1,450     | 3rd in Serie D/C   |
| F.C. Südtirol-Alto Adige     | Bolzano                       | Stadio Marco Druso         | 3,000     | 12th in Serie C2/A |
| Valenzana Calcio             | Valenza                       | Stadio Comunale            | 2,200     | 17th in Serie C2/A |
| A.S. Varese 1910             | Varese                        | Stadio Franco Ossola       | 10,000    | 11th in Serie C2/A |

### Girone B
| Club                         | Ciudad                          | Estadio                        | Capacidad | Liga 2007–08       |
| ---------------------------- | ------------------------------- | ------------------------------ | --------- | ------------------ |
| Bassano Virtus 55 S.T.       | Bassano del Grappa              | Stadio Rino Mercante           | 3,900     | 2nd in Serie C2/B  |
| A.C. Bellaria Igea Marina    | Bellaria-Igea Marina            | Stadio Enrico Nanni            | 2,500     | 7th in Serie C2/B  |
| Carrarese Calcio             | Carrara                         | Stadio dei Marmi               | 15,000    | 13th in Serie C2/B |
| Celano F.C. Olimpia          | Celano                          | Stadio Comunale                | 3,200     | 5th in Serie C2/C  |
| A.S. Cisco Calcio Roma       | Roma                            | Stadio Flaminio                | 25,000    | 9th in Serie C2/C  |
| V.F. Colligiana              | Colle di Val d'Elsa             | Stadio Gino Manni              | 3,000     | 2nd in Serie D/E   |
| Cuoiopelli Cappiano Romaiano | Santa Croce sull'Arno           | Stadio Libero Masini           | 4,000     | 11th in Serie C2/B |
| A.S. Figline                 | Figline Valdarno                | Stadio Goffredo Del Buffa      | 1,700     | 1st Serie D/E      |
| A.C. Giacomense              | Masi Torello (juega en Ferrara) | Stadio Paolo Mazza             | 19,000    | 1st Serie D/D      |
| Giulianova Calcio            | Giulianova                      | Stadio Rubens Fadini           | 5,625     | 12th in Serie C2/B |
| A.S. Gubbio 1910             | Gubbio                          | Stadio Polisportivo San Biagio | 5,000     | 10th in Serie C2/B |
| U.S. Poggibonsi              | Poggibonsi                      | Stadio Stefano Lotti           | 3,621     | 6th in Serie C2/B  |
| A.C. Prato                   | Prato                           | Stadio Lungobisenzio           | 6,800     | 9th in Serie C2/B  |
| Rovigo Calcio                | Rovigo                          | Stadio Francesco Gabrielli     | 3,200     | 16th in Serie C2/B |
| San Marino Calcio            | Serravalle, San Marino          | Stadio Olimpico                | 7,000     | 5th in Serie C2/B  |
| A.C. Sangiovannese 1927      | San Giovanni Valdarno           | Stadio Virgilio Fedini         | 3,800     | 17th in Serie C1/B |
| A.C. Sangiustese             | Monte San Giusto                | Stadio Villa San Filippo       | 1,487     | 1st Serie D/F      |
| F.C. Esperia Viareggio       | Viareggio                       | Stadio dei Pini                | 4,700     | 14th in Serie C2/B |

### Girone C
| Club                            | Ciudad                    | Estadio                      | Capacidad | Liga 2007–08       |
| ------------------------------- | ------------------------- | ---------------------------- | --------- | ------------------ |
| A.S. Andria BAT                 | Andria                    | Stadio degli Ulivi           | 10,500    | 17th in Serie C2/C |
| A.S. Aversa Normanna            | Aversa                    | Stadio Rinascita             | 1,999     | 1st Serie D/H      |
| S.S. Barletta Calcio            | Barletta                  | Stadio Cosimo Puttilli       | 5,000     | 2nd Serie D/H      |
| S.S. Cassino 1927               | Cassino                   | Stadio Gino Salveti          | 3,700     | 8th in Serie C2/C  |
| F.C. Catanzaro                  | Catanzaro                 | Stadio Nicola Ceravolo       | 13,619    | 10th in Serie C2/C |
| Fortitudo Cosenza               | Cosenza                   | Stadio San Vito              | 24,000    | 1st Serie D/I      |
| Gela Calcio                     | Gela                      | Stadio Vincenzo Presti       | 4,400     | 7th in Serie C2/C  |
| F.C. Igea Virtus Barcellona     | Barcellona Pozzo di Gotto | Stadio Carlo D'Alcontres     | 5,000     | 11th in Serie C2/C |
| A.C. Isola Liri                 | Isola del Liri            | Stadio Conte A. Mangoni      | 3,400     | 1st Serie D/G      |
| S.S. Manfredonia Calcio         | Manfredonia               | Stadio Miramare              | 4,076     | 18th in Serie C1/A |
| A.S. Melfi                      | Melfi                     | Stadio Arturo Valerio        | 4,500     | 13th in Serie C2/C |
| A.C. Monopoli                   | Monopoli                  | Stadio Vito Simone Veneziani | 6,880     | 6th in Serie C2/C  |
| A.S. Noicattaro Calcio          | Noicattaro                | Stadio Comunale              | 2,500     | 12th in Serie C2/C |
| A.S. Pescina Valle del Giovenco | Avezzano                  | Stadio dei Marsi             | 4,500     | 2nd in Serie C2/C  |
| S.S. Scafatese Calcio 1922      | Scafati                   | Stadio Comunale              | 1,950     | 16th in Serie C2/C |
| Pol. Val di Sangro              | Atessa                    | Stadio Montemarcone          | 2,000     | 15th in Serie C2/C |
| U.S. Vibonese Calcio            | Vibo Valentia             | Stadio Luigi Razza           | 4,500     | 14th in Serie C2/C |
| Vigor Lamezia                   | Lamezia Terme             | Stadio Guido D'Ippolito      | 4,000     | 4th in Serie C2/C  |